# Kopsia
Kopsia is een geslacht van struiken en kleine bomen uit de maagdenpalmfamilie (Apocynaceae). Deze planten komen voor in het Indo-Pacifische gebied (Zuid-China, Zuidoost-Azië, Noord-Australië en Oceanië). Het Maleisisch Schiereiland en Borneo herbergen de grootste verscheidenheid aan soorten.
De wetenschappelijke naam werd in 1823 gepubliceerd door Carl Ludwig Blume in zijn Catalogus van
's Lands Plantentuin te Buitenzorg. Hij beschreef als eerste soort Kopsia arborea, dit is de typesoort van het geslacht, dat hij noemde naar de Nederlandse botanicus Jan Kops.
Volgens de botanische nomenclatuur is Kopsia een nomen conservandum. In 1822 had Barthélemy Dumortier reeds Kopsia gebruikt, maar die naam is later verworpen (als nomen rejiciendum) ten gunste van Blumes Kopsia.
Kopsia-soorten zijn rijk aan alkaloïden met een hoge biologische activiteit in het centraal zenuwstelsel. Uit Kopsia terengganensis - in 1995 beschreven door L. Allorge en D. Wiart - zijn bijvoorbeeld de stoffen terengganensine A en B geïsoleerd, alkaloïden met een complexe, zevenvoudig cyclische structuur.

## Soorten
David J. Middleton publiceerde in 2004 een revisie van Kopsia en onderscheidde 23 soorten:
- Kopsia angustipetala Kerr
- Kopsia arborea Blume
- Kopsia dasyrachis Ridl.
- Kopsia deverrei L.Allorge
- Kopsia flavida Blume
- Kopsia fruticosa (Roxb.) A.DC.
- Kopsia grandifolia D.J.Middleton
- Kopsia griffithii King & Gamble
- Kopsia hainanensis Tsiang
- Kopsia harmandiana Pierre ex Pit.
- Kopsia lapidilecta Sleesen
- Kopsia larutensis King & Gamble
- Kopsia macrophylla Hook.f.
- Kopsia obscura D.J.Middleton
- Kopsia pauciflora Hook.f.
- Kopsia profunda Markgr.
- Kopsia rajangensis D.J.Middleton
- Kopsia rosea D.J.Middleton
- Kopsia singapurensis Ridl.
- Kopsia sleeseniana Markgr.
- Kopsia sumatrana D.J.Middleton
- Kopsia tenuis Leenh. & Steems
- Kopsia teoi L.Allorge
- Kopsia tonkinensis Pit.
- Kopsia vidalii D.J.Middleton

Kopsia terengganensis beschouwde hij als een synoniem van K. profunda.